# Katholieke Kerk in Aruba

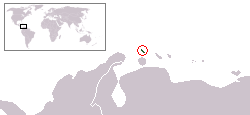
Aruba

De Katholieke Kerk in Aruba is een onderdeel van de wereldwijde Katholieke Kerk, onder het geestelijk leiderschap van de paus en de curie in Rome.
In 2005 waren er in Aruba ongeveer 56.000 (80%) katholieken. Het land heeft geen eigen bisdom maar valt onder het bisdom Willemstad op Curaçao, dat deel uitmaakt van de kerkprovincie Port of Spain op Trinidad en Tobago.

## Parochies en kerken
| No. | Naam                                                   | Plaats             | Stichtingsjaar |
| 1   | Sint-Annakerk                                          | Noord              | 1777           |
| 2   | Sint-Franciscuskerk                                    | Oranjestad         | 1813           |
| 3   | Heilige-Mariakerk                                      | Santa Cruz         | 1852           |
| 4   | Heilige-Hartkerk                                       | Savaneta           | 1900           |
| 5   | Sint-Theresakerk                                       | San Nicolas        | 1929           |
| 6   | Sint-Filomenakerk                                      | Paradera           | 1949           |
| 7   | Christus Koningkerk                                    | Brasil             | 1955           |
| 8   | Onze-Lieve-Vrouw van Fatimakerk                        | Dakota, Oranjestad | 1959           |
| 9   | Paus Johannes Paulus II-kerk (v/h Monte Calvariokapel) | Tanki Leendert     | 2014           |

Ook liggen er een aantal kapels verspreid over het eiland: Alto Vistakapel en Kapel van Bethanië te Noord, Emmanuelkapel te San Nicolas, Christo Sufrientekapel te Madiki en Santa Famiakapel te Pos Chikito.

## Kerkprovincie

### Indeling
- Aartsbisdom Port of Spain (Trinidad en Tobago)
  - Bisdom Willemstad (Curaçao)
    - Katholieke Kerk in Aruba

### Bisschop
De bisschop van Willemstad is lid van de bisschoppenconferentie van de Antillen, die voorgezeten wordt door de aartsbisschop van Nassau (Bahama's). Verder is de bisschop lid van de Consejo Episcopal Latinoamericano.
Het bisschopsambt is sinds 7 januari 2025 vacant.
Zie Lijst van bisschoppen van Willemstad

### Nuntius
Aruba heeft geen apostolische nuntius (de diplomatieke vertegenwoordiger van de paus). De paus wordt vertegenwoordigd op Aruba door de apostolisch delegaat voor de Antillen, die zetelt in Port of Spain, Trinidad. In 2018 was de apostolisch delegaat in Aruba en nodigde de minister-president uit voor een audiëntie met paus Franciscus in 2019.
Lijst van apostolisch delegaten voor de Antillen:
- George Joseph Caruana (22 december 1925 - 1938)
- Luigi Conti (1 augustus 1975 - 9 februari 1980)
- Paul Fouad Tabet (9 februari 1980 - 11 februari 1984)
- Manuel Monteiro de Castro (16 februari 1985 - 21 augustus 1990, later kardinaal)
- Eugenio Sbarbaro (7 februari 1991 - 26 april 2000)
- Emil Paul Tscherrig (8 juli 2000 - 22 mei 2004)
- Thomas Edward Gullickson (2 oktober 2004 - 21 mei 2011)
- Nicola Girasoli (29 oktober 2011 - 16 juni 2017)
- Fortunatus Nwachukwu (4 november 2017 - 17 december 2021)
- Santiago De Wit Guzmán (sinds 30 juli 2022)

## Bekende Arubaanse katholieken
- Lewis van der Veen Zeppenfeldt
- Armando Rudolfo Lampe